# 栗原大輔
栗原大輔（くりはら だいすけ 1971年6月22日-）は日本の細密画家、画文エッセイスト、広告デザイナー、声楽家、指揮者。血液型はA型。身長172.0cm。埼玉県所沢市に生まれ、隣市の狭山市で育つ。

## 略歴
埼玉県立狭山高等学校卒業後、観光バスの車掌になるが、21歳の時にオペラ歌手に転身。約5年間国立オペラカンパニーの専属テノール歌手となり、脇役（主に道化役）として邦人作曲家の新作オペラ、イタリア・オペラ、ミュージカルなどにソリストとして出演。25歳の時にフィレンツェ五月音楽祭歌劇場初来日公演、ジュゼッペ・ヴェルディ作曲：歌劇「アイーダ」（神奈川県民ホール/NHKホール）の出演を最後にオペラ歌手を廃業。
約2年間フリーター生活を続けながら独学で絵の勉強を始め、図書館などに通って資料を集め、細密画家の修行を続けるが、自分のジャンルを「精密画」という名称にし、1998年正式に精密画家としての活動を始める。公式初の発表作品は「高松琴平電鉄850型電車」（不透明水彩画）で、2006年現在までに戦闘兵器を除く題材約300点の「乗り物精密画」を全国の博物館、企業、個人愛好家の依頼で作画発表している。
彼の作品の基本は「学術標本図」であり、背景のある美術的作品は非常に少ないが、例外として2004年2月から2006年3月まで医系奨学生向け月刊紙「トトロのふるさと」にて全31回連載された画文連載「ぼくの散歩道」においては風景画や、人物画、戦闘機などが作画されて発刊された。
当初は国鉄型機関車の精密画を中心に描いてきたが、現在は日本全国各地で活躍した旧型路線バスを題材にした作品が多い。2006年3月18日に長野県長野市にて行われた川中島バス主催「バスまつり」では同社の旧塗装2種を再現したメモリアルバス1号、2号の精密画化の依頼を受け、現在川中島バスによって販売されている。
2005年秋には江戸東京たてもの園での特別展示「栗原大輔精密画の世界展」が当初2週間の期間開催される予定であったが、2ヶ月間のロングラン展示を成し遂げた。2006年秋にも2週間の特別展示会が予定されたが、前年に引き続き1ヶ月のロングランを達成。
2006年11月より江戸東京たてもの園にて定期運行されているボンネットバスの車掌としても活躍。
精密画家以外の活動では宮城県栗原市にて初開催された町興しイベントの企画にも参画し、初のCG作品によるポスターや、2007年3月に廃止予定のくりはら田園鉄道の前身「栗原電鉄」の主力電動車M153型電車、ED20型電気機関車などの精密画化も行った。
ちなみに栗原大輔と宮城県栗原市、くりはら田園鉄道とは家系の由来はない。
2007年3月14日、東京都 台東区浅草一丁目 の浅草セントラルホテル・ロビー：歴史のりもの博物館内に栗原大輔精密画美術館が開館した。
2011年、いすみ鉄道いすみ203号気動車の絵を描くことを依頼されたのが縁で、同年12月11日付で風そよぐ谷 国吉駅の「観光駅長」に任命された。土日祝日及びイベント開催日に勤務し、鉄道車両の保存展示や卵の販売を行う施設「ポッポの丘」への送迎も行っていたが、本業多忙のため2016年現在は観光駅長としての活動は無期限休止となっている。

### オペラ・ミュージカル
- ジンク・シュピール「魔笛」（ヴォルフガング・アマデウス・モーツァルト作曲 ・199？年：高僧役）
- 音楽劇「銀河鉄道」（神田慶一宮沢賢治原作 1994年：タイタニックの青年役）
- 歌劇「フィガロの結婚」（ヴォルフガング・アマデウス・モーツァルト作曲 ・1995年：ドン・バジリオ役）
- 歌劇「マクロプロス事件」（ヤナーチェク作曲 ・1995年：プルス男爵の息子ヤネク役）
- 歌劇「カルメン」（ビゼー作曲 ・1995年：役名不明）
- 歌劇「トスカ」（ジャコモ・プッチーニ作曲 ・1996年：秘密警察警部スポレッタ役）
- ミュージカル「アリス！」（神田慶一ルイス・キャロル原作  ・1996年：時計ウサギ役）
- 歌劇「ラ・ボエーム」（ジャコモ・プッチーニ作曲 ・1997年：パルピニョール役）
- 歌劇「アイーダ」（ジュゼッペ・ヴェルディ作曲 ・1997年：役名不明）